# Исаси, Хоэль
Хоэль Исаси Гонсалес (исп. Joel Isasi González; род. 31 июля 1967, Матансас) — кубинский легкоатлет, специалист по бегу на короткие дистанции. Выступал за сборную Кубы по лёгкой атлетике в 1986—1996 годах, обладатель бронзовой медали Олимпийских игр в Барселоне, серебряный призёр Игр доброй воли, дважды бронзовый призёр Всемирной Универсиады, чемпион Панамериканских игр, четырёхкратный чемпион Центральноамериканских и Карибских игр, действующий рекордсмен страны в эстафете 4×100 метров.

## Биография
Хоэль Исаси родился 31 июля 1967 года в городе Матансас, Куба.
Первых серьёзных успехов в лёгкой атлетике на международном уровне добился в сезоне 1986 года, когда в составе кубинской сборной выступил на юниорском первенстве Центральной Америки и Карибского бассейна в Мехико, где выиграл бронзовую медаль в беге на 100 метров и занял четвёртое место в беге на 200 метров. На юниорском панамериканском первенстве в Уинтер-Парке завоевал серебряную награду в зачёте эстафеты 4×100 метров. На юниорском мировом первенстве в Афинах так же стартовал на дистанциях 100 и 200 метров, показал четвёртый результат в эстафете 4×100 метров.
В 1989 году на центральноамериканском и карибском чемпионате в Сан-Хуане превзошёл всех соперников в 100-метровой дисциплине и получил серебро в эстафете 4×100 метров. Будучи студентом, представлял Кубу на Всемирной Универсиаде в Дуйсбурге, где на 100-метровой дистанции стал бронзовым призёром. На Кубке мира в Барселоне был девятым в беге на 100 метров и шестым в эстафете 4×100 метров.
В 1990 году в эстафете 4×100 метров стал серебряным призёром на Играх доброй воли в Сиэтле, победил в индивидуальном беге на 100 метров и в эстафете на Центральноамериканских и Карибских играх в Мехико.
На чемпионате мира в помещении 1991 года в Севилье финишировал шестым в финале бега на 60 метров. Стартовал в 100-метровой дисциплине на домашних Панамериканских играх в Гаване, показав в решающем забеге четвёртый результат.
В 1992 году на иберо-американском чемпионате в Севилье превзошёл всех соперников в беге на 100 метров и эстафете 4×100 метров. Благодаря череде успешных выступлений удостоился права защищать честь страны на летних Олимпийских играх в Барселоне — в эстафете 4×100 метров вместе с соотечественниками Хоэлем Ламелой, Андресом Симоном и Хорхе Агилерой установил ныне действующий рекорд Кубы (38,00) и завоевал бронзовую олимпийскую медаль, пропустив вперёд только команды из США и Нигерии. Также в этом сезоне стал вторым в эстафете на домашнем Кубке мира в Гаване.
В 1993 году в 60-метровом беге занял пятое место на чемпионате мира в помещении в Торонто. На Всемирной Универсиаде в Буффало в беге на 100 метров и эстафете 4×100 метров стал четвёртым и третьим соответственно. На Центральноамериканских и Карибских играх в Понсе в тех же дисциплинах одержал победу. На чемпионате мира в Штутгарте показал в финале эстафеты четвёртый результат.
На Панамериканских играх 1995 года в Мар-дель-Плате выиграл серебряную медаль в беге на 100 метров и золотую медаль в эстафете 4×100 метров. На чемпионате мира в Гётеборге в 100-метровой дисциплине дошёл до полуфинала, тогда как в эстафете 4×100 метров кубинцев дисквалифицировали в ходе предварительного квалификационного этапа.
В 1996 году в беге на 100 метров занял четвёртое место на иберо-американском чемпионате в Медельине. Принимал участие в Олимпийских играх в Атланте, где в программе эстафеты 4×100 метров стал шестым.
Завершил спортивную карьеру по окончании сезона 1998 года.